# 騶無諸
騶 無諸（すう むしょ、生没年不詳）は、秦代から漢初にかけての閩越の君主。姓は騶、名は無諸。越王勾践の末裔とされる。
秦が中国を統一すると、王の称号を廃されて君長とされ、その領地は閩中郡とされた。
秦末の動乱が起こると、無諸は越の人々を率いて鄱陽県令の呉芮に従い、秦を滅ぼすのに協力した。
その後、項羽が西楚の覇王として封建をおこなったが、無諸は王に封じられず、このため楚に従わなかった。
漢王劉邦が項羽を攻撃すると、無諸は越人を率いて漢に協力した。劉邦が皇帝に即位した紀元前202年、無諸は閩越王に立てられ、閩中郡の故地を統治し、東冶に都を置いた。